# Mistrzostwa Europy w Lekkoatletyce 1954 – skok w dal kobiet

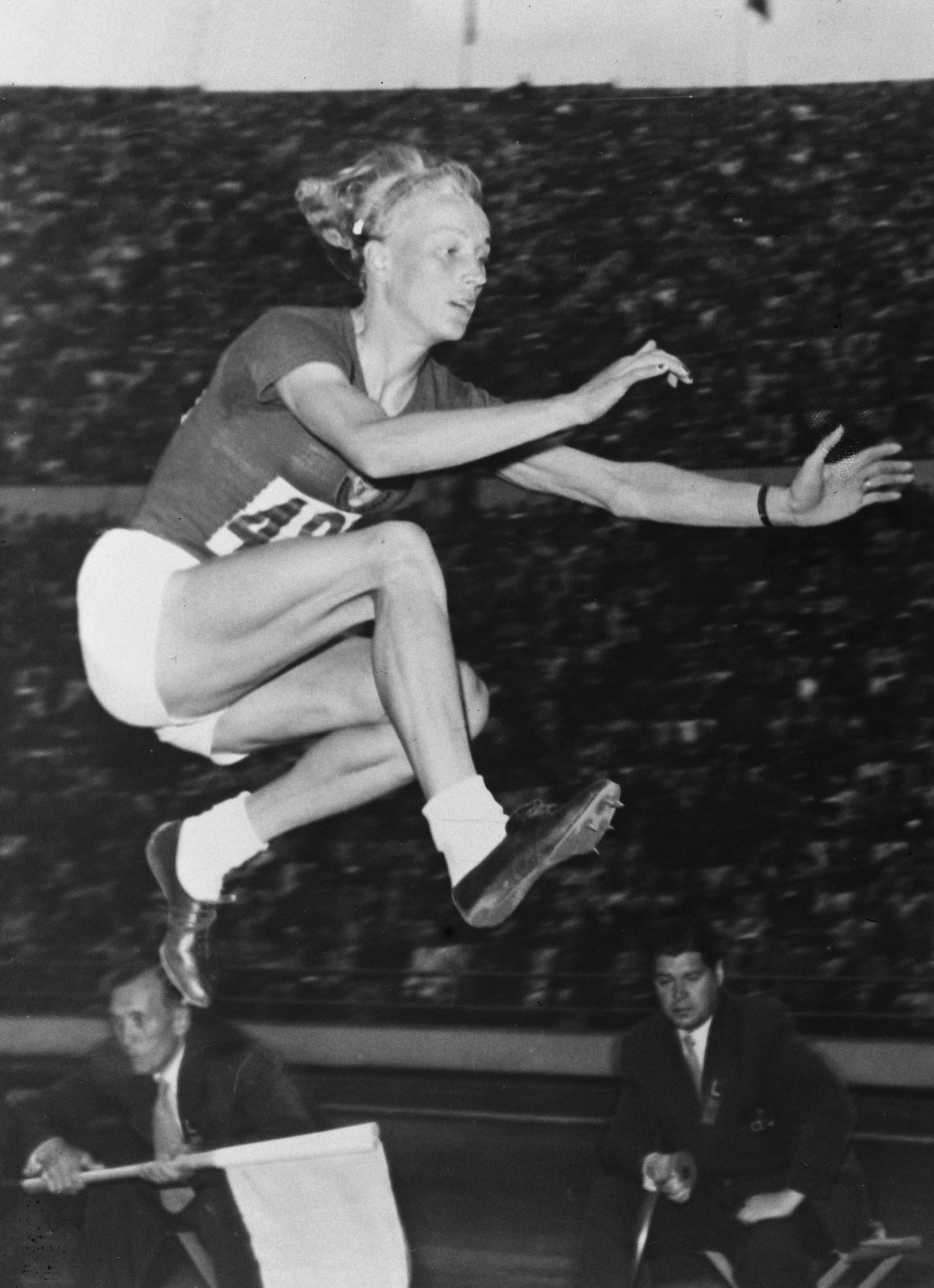
Aleksandra Czudina w 1952

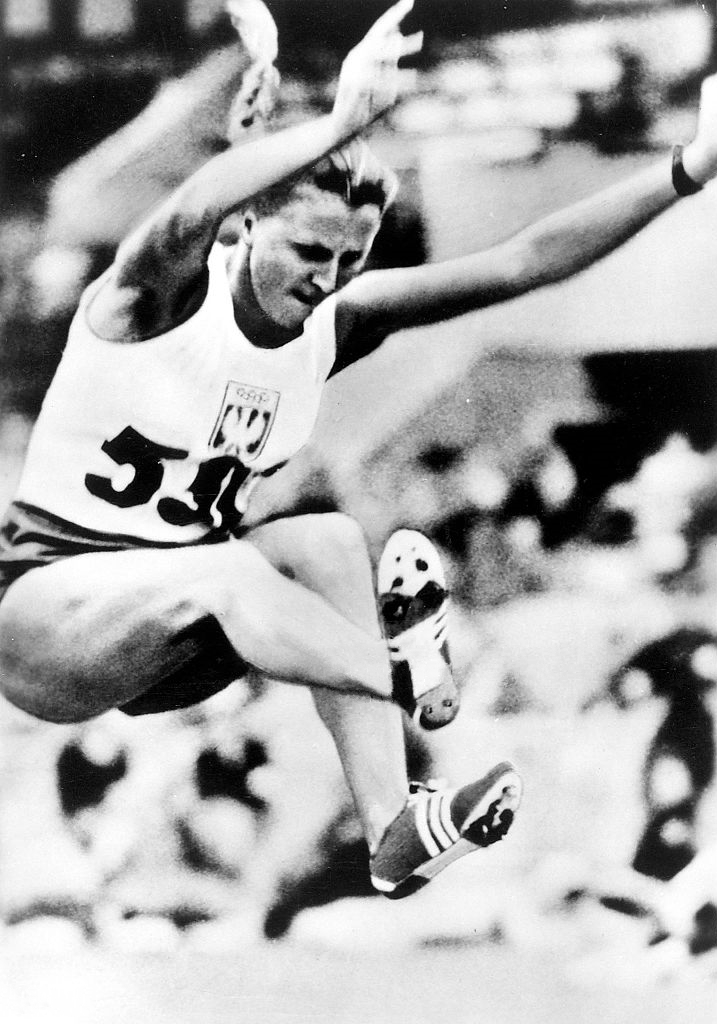
Elżbieta Krzesińska (Duńska) w 1956

Skok w dal kobiet był jedną z konkurencji rozgrywanych podczas V Mistrzostw Europy w Bernie. Rozegrano od razu finał 26 sierpnia 1954. Zwyciężczynią tej konkurencji została r Brytyjka Jean Desforges. W rywalizacji wzięły udział dwadzieścia trzy zawodniczki z jedenastu reprezentacji.

## Rekordy
| Rekord świata     | Yvette Williams (NZL)     | 6,28 | Gisborne, Nowa Zelandia | 20.02.1954 |
| Rekord Europy     | Fanny Blankers-Koen (NED) | 6,25 | Lejda, Holandia         | 19.09.1943 |
| Rekord mistrzostw | Irmgard Praetz (GER)      | 5,88 | Wiedeń, III Rzesza      | 17.09.1938 |

## Wyniki
| Miejsce | Zawodniczka        | Wynik | Uwagi |
| ------- | ------------------ | ----- | ----- |
| 1       | Jean Desforges     | 6,04  | CR    |
| 2       | Aleksandra Czudina | 5,91  |       |
| 3       | Elżbieta Duńska    | 5,83  |       |
| 4       | Erika Fisch        | 5,81  |       |
| 5       | Galina Winogradowa | 5,79  |       |
| 6       | Maria Ilwicka      | 5,73  |       |
| 7       | Shirley Cawley     | 5,73  |       |
| 8       | Maria Kusion       | 5,63  |       |
| 9       | Renate Ibert       | 5,63  |       |
| 10      | Lore Fauth         | 5,53  |       |
| 11      | Suzanne Giotin     | 5,53  |       |
| 12      | Sanda Grosu        | 5,58  |       |
| 13      | Galina Segen       | 5,46  |       |
| 14      | Helga Hoffmann     | 5,46  |       |
| 15      | Olga Gyarmati      | 5,39  |       |
| 16      | Colette Drou       | 5,32  |       |
| 17      | Karin Mårtensson   | 5,26  |       |
| 18      | Ursula Finger      | 5,24  |       |
| 19      | Friedrike Harasek  | 5,24  |       |
| 20      | Reinelde Knapp     | 5,13  |       |
| 21      | Sheila Hoskin      | 5,06  |       |
| 22      | Mieke de Graaf     | 5,03  |       |
| 23      | Inge Eckel         | 4,90  |       |